# Храм Всех Святых на Филёвской пойме
Храм Всех Святых на Филёвской пойме (Всехсвятская церковь) — православный храм на западе Москвы, в районе Филёвский парк. Возведён в декабре 2022 года. Относится к Георгиевскому благочинию Московской городской епархии. Находится рядом с деревянной церковью Серафима Саровского, которая является малым храмом прихода.

## История
Решение о начале строительства храма за счет средств прихода было принято во второй половине 2006 года.

## Описание
Кирпичная шатровая церковь в классическом русском стиле.

## Духовенство
- Настоятель храма протоиерей Георгий Сорокин
- Иерей Тимофей Скляр[2]